# دوديسيل البنزين
دوديسيل البنزين هو مركب عضوي من الهيدروكربونات العطرية صيغته C18H30، ويوجد على شكل سائل عديم اللون.

## التحضير
يستحصل على هذا المركب في الصناعة النفطية من إجراء عملية ألكلة فريدل كرافتس لحلقة البنزين بوجود حفاز مناسب.

## الخواص
يوجد المركب في الشروط القياسية على شكل سائل عديم اللون، له رائحة البنزين؛ وهو لا يمتزج مع الماء.

## الاستخدامات
يستخدم دوديسيل البنزين في الحصول على سلفونات دوديسيل بنزين الصوديوم، وهي مادة مهمة في تركيب منظفات الغسيل.

## طالع ايضاً
- ألكلة فريدل كرافتس